# Шари-Багирми (регион)
Шари-Багирми (на френски: Chari-Baguirmi; на арабски: منطقة شاري باڨرمي) е регион в Чад. Столица е град Масеня. Намира се на територията на бившата префектура със същото име. Площта ѝ е 82 910 км².

## Единици
Регионът включва 3 департамента:
| Департамент | Столица  | Под-префектури                           |
| ----------- | -------- | ---------------------------------------- |
| Багирми     | Масеня   | Дурбали, Маи Аиш, Масеня                 |
| Шари        | Манделия | Кундул, Линия, Лугун, Ла Лумия, Манделия |
| Луг Шари    | Бусо     | Ба Ийи, Богоморо, Бусо, Куно, Мого       |

## Население
По данни от 2007 година населението на региона възлиза на 1 777 000 души, което го прави един от най-многолюдните в страната. Гъстотата на населението е 21,4 души/км².
По данни от 2009 година населението на региона възлиза на 578 425 души.
Основните етнически групи са араби (над 33 %), фула, барма, канури и нгамбаи.